# Kévin Sireau
Kévin René Michel Sireau (Châteauroux, 18 de abril de 1987) es un deportista francés que compite en ciclismo en la modalidad de pista, especialista en las pruebas de velocidad.
Participó en dos Juegos Olímpicos de Verano, en los años 2008 y 2012, obteniendo en cada edición una medalla de plata en la prueba de velocidad por equipos (en Pekín 2008 junto con Grégory Baugé y Arnaud Tournant y en Londres 2012 con Grégory Baugé y Michaël D'Almeida).
Ganó nueve medallas en el Campeonato Mundial de Ciclismo en Pista entre los años 2008 y 2015, y cinco medallas en el Campeonato Europeo de Ciclismo en Pista entre los años 2010 y 2014.

## Medallero internacional
| Juegos Olímpicos   | Juegos Olímpicos         | Juegos Olímpicos  | Juegos Olímpicos      |
| Año                | Lugar                    | Medalla           | Competición           |
| ------------------ | ------------------------ | ----------------- | --------------------- |
| 2008               | Pekín (China)            | Medalla de plata  | Velocidad por equipos |
| 2012               | Londres (Reino Unido)    | Medalla de plata  | Velocidad por equipos |
| Campeonato Mundial |                          |                   |                       |
| Año                | Lugar                    | Medalla           | Competición           |
| 2008               | Mánchester (Reino Unido) | Medalla de oro    | Velocidad por equipos |
| 2008               | Mánchester (Reino Unido) | Medalla de plata  | Velocidad individual  |
| 2009               | Pruszków (Polonia)       | Medalla de oro    | Velocidad por equipos |
| 2009               | Pruszków (Polonia)       | Medalla de bronce | Velocidad individual  |
| 2010               | Ballerup (Dinamarca)     | Medalla de plata  | Velocidad por equipos |
| 2010               | Ballerup (Dinamarca)     | Medalla de bronce | Velocidad individual  |
| 2011               | Apeldoorn (Países Bajos) | DSC               | Velocidad por equipos |
| 2012               | Melbourne (Australia)    | Medalla de plata  | Velocidad por equipos |
| 2014               | Cali (Colombia)          | Medalla de bronce | Velocidad por equipos |
| 2015               | Saint-Quentin (Francia)  | Medalla de oro    | Velocidad por equipos |
| Campeonato Europeo |                          |                   |                       |
| Año                | Lugar                    | Medalla           | Competición           |
| 2010               | Pruszków (Polonia)       | Medalla de plata  | Velocidad individual  |
| 2010               | Pruszków (Polonia)       | Medalla de plata  | Velocidad por equipos |
| 2011               | Apeldoorn (Países Bajos) | Medalla de oro    | Velocidad individual  |
| 2011               | Apeldoorn (Países Bajos) | Medalla de plata  | Velocidad por equipos |
| 2014               | Baie-Mahault (Francia)   | Medalla de plata  | Velocidad por equipos |

1. ↑  El equipo francés (conformado por Michaël D'Almeida, Grégory Baugé y Kévin Sireau), ganador de la medalla de oro, fue descalificado por la suspensión aplicada a Grégory Baugé.[3]

## Palmarés
- 2005
  - Campeón de Europa júnior en Velocidad por equipos (con Michaël D'Almeida y Alexandre Volant)
- 2006
  - Campeón de Francia en Velocidad 
  - Campeón de Francia en Keirin 
  - Campeón de Francia en Velocidad por equipos
- 2007
  - Campeón de Europa sub-23 en Keirin
- 2008
  - Medalla de plata a los Juegos Olímpicos de Pekín en Velocidad por equipos (con Grégory Baugé y Arnaud Tournant)
  - Campeón del mundo velocidad por equipos (con Grégory Baugé y Arnaud Tournant)
  - Campeón de Europa sub-23 en Velocidad 
  - Campeón de Francia en Velocidad 
  - Campeón de Francia en Keirin
- 2009
  - Campeón del mundo velocidad por equipos (con Grégory Baugé y Mickaël Bourgain)
  - Campeón de Europa sub-23 en Velocidad 
  - Campeón de Europa sub-23 en Velocidad por equipos (con Michaël D'Almeida y Thierry Jollet)
- 2010
  - Campeón de Francia en Velocidad 
  - Campeón de Francia en Keirin
- 2011
  - Campeón de Europa de Velocidad
- 2012
  - Medalla de plata a los Juegos Olímpicos de Londres en Velocidad por equipos (con Grégory Baugé y Michaël D'Almeida)
- 2015
  - Campeón del mundo en velocidad por equipos (con Grégory Baugé y Michaël D'Almeida)

### Resultados a laCopa del Mundo
- 2007-2008
  - 1.º en la Clasificación general y a la pruebas de Copenhague, en Velocidad
  - 1.º en Los Ángeles y Copenhague, en Velocidad por equipos
- 2008-2009
  - 1.º en Cali, en Velocidad
  - 1.º en Copenhague, en Keirin
  - 1.º en Pekín, en Velocidad por equipos
- 2009-2010
  - 1.º en la Clasificación general y a la pruebas de Cale, en Velocidad
  - 1.º en Cali, en Velocidad por equipos
- 2010-2011
  - 1.º en la Clasificación general y a la pruebas de Cale, Pekín y Mánchester, en Velocidad
  - 1.º en Cali, Pekín y Mánchester, en Velocidad por equipos
- 2014-2015
  - 1.º en Cali, en Velocidad por equipos